# Алтиншехір (станція метро)
41°01′00″ пн. ш. 29°08′24″ сх. д. / 41.016672075321° пн. ш. 29.140026202705° сх. д.
Алтиншехір (тур. Altınşehir) — станція лінії М5 Стамбульського метро в Умраніє
. 
Відкрита 21 жовтня 2018 року разом з іншими станціями у черзі Яманевлер - Чекмекьой.

Розташована під проспектом Алемдаг у кварталі Джеміл-Меріч, Умраніє.
Пересадки
- автобуси[3]:9Ç, 9Ş, 9Ü, 9ÜD, 11ÇB, 11G, 11P, 11V, 14, 14YE, 15SD, 19D, 131A, 131B, 131C, 131H, 131TD, 131Ü, 320, 522, 522B

Конструкція — станція закритого типу мілкого закладення, має острівну платформу та дві колії.